# 噬魂之屋
《噬魂之屋》（西班牙語：La casa lobo）是一部2018年上映的智利成人定格动画藝術電影，由克里斯托瓦爾·雷昂（Cristóbal León）與華金·科奇尼亞（Joaquín Cociña）共同執導，兩人皆為首次擔任導演），並與亞歷杭德拉·莫法特（Alejandra Moffat）共同編劇。
本片靈感源自於真實事件「尊严之家」案件，以童話故事風格包裝，呈現為一部由邪教領袖製作的動畫宣傳片，旨在洗腦並控制信徒。電影融合了前衛電影、黑暗奇幻、成人動畫、心理劇、超現實主義及超自然恐怖等元素。
《噬魂之屋》於2018年2月22日，在第68屆柏林国际电影节「論壇單元」（Forum）中舉行世界首映。

## 劇情
瑪麗亞·韋爾爾（María Wehrle）是個懶散且不負責任的女孩，住在孤立的「尊嚴殖民地」內。她因未能為社區做出貢獻而面臨懲罰，於是決定逃入森林。她在逃脫一隻狼的追捕時，躲進了一座廢棄的房子。
她獲得了兩隻豬的歡迎，這是這個地方唯一的居民。就像進入夢境般，房子的世界根據瑪麗亞的情感反應並塑造成她理想中的家。這兩隻豬慢慢地變成了人類，並且瑪麗亞為他們命名為安娜（Ana）和佩德羅（Pedro）。雖然外面的狼的存在讓他們無法離開，但這群人短暫地過著幸福的生活。瑪麗亞無視狼一次次誘惑她回到殖民地，也否認狼所描述的這所房子是某種新型的囚籠。
隨著時間流逝，當這個與世隔絕的家庭開始食物匱乏時，安娜和佩德羅對瑪麗亞變得越來越敵對和隱秘。他們把食物藏起來，並彼此分享。瑪麗亞不敢面對他們，於是試圖離開房子去森林裡摘蘋果。安娜和佩德羅阻止了她，聲稱房子裡有足夠的食物，並且外出只會讓她面臨被狼抓住的風險。瑪麗亞第一次開始懷念「尊嚴殖民地」，並對狼產生了更正面的看法。她認為，狼知道回家的路，並相信狼會照顧她。
安娜和佩德羅將瑪麗亞綁在床上，以防她離開。當他們站在她身邊討論飢餓時，瑪麗亞意識到他們打算吃掉她。在絕望中，瑪麗亞向狼祈禱，懇求它拯救她。狼闖入房子，並殺死了安娜和佩德羅。瑪麗亞隨後變成一隻鳥，飛回到殖民地。在結尾的簡短旁白中，狼說瑪麗亞一回到家，就恢復了她勤奮和有幫助的精神。他提議帶著觀眾中的「小豬們」一起回到殖民地，並保證會照顧他們。

## 演員
- 阿瑪莉亞·卡賽（Amalia Kassai）飾 瑪麗亞[3]
- 雷納·克勞澤（Rainer Krause）飾 狼[3]

## 製作
本片在製作過程中，得到了包括智利電影項目發展基金（Chile Fund for Film Project Development）和智利國家文化與藝術委員會、FONDART等多個項目的支持。
電影的開發耗時五年，期間由動畫師獨立工作室進行製作。它結合了手繪動畫和定格動畫；其中開場和結尾的場景使用手繪動畫，而定格動畫則使用不同的物品，如粘土、顏料、紙雕和布偶，這些元素也與雷昂和科奇尼亞之前創作的短片風格相似。電影還採用了單鏡頭序列，使得整部電影看起來像是一鏡到底的作品（除了現場拍攝的元小說開場場景外）。
本片在多個位於拉丁美洲和歐洲的工作室以及博物館的展覽中拍攝，包括位於荷蘭阿姆斯特丹的「上游畫廊」（Upstream Gallery）、德國漢堡的「坎普納格爾」（Kampnagel）以及智利聖地亞哥的智利國立美術館（Chilean National Museum of Fine Arts）等地。

## 發行
《噬魂之屋》於2018年2月22日，在第68屆柏林影展上首映。該片也參加了安錫國際動畫影展 ，並榮獲了評審團特別獎，此外還在蒙特雷國際電影節及其他智利電影節上放映，包括瓦爾迪維亞電影節、維尼亞德馬國際電影節。

## 評價
根据評論匯總网站爛番茄汇总的51篇评论文章，96%的评论家给予该作正面评价，平均打分为7.9分（满分10分）。该网站总结的评论家共识是““《噬魂之屋》是一部超現實、令人不安，並最終令人心靈震撼的電影，充滿創意的視覺效果與其令人不安的故事相得益彰。”
在Metacritic上，9位影評人共給予了86分的分數（滿分100分），這部電影獲得了「一致好評」。
《紐約時報》的格倫·肯尼（Glenn Kenny）給予該片積極的評價，寫道：「這部電影每一分鐘都令人震驚，帶來了驚人的力量。」《好萊塢報導》的喬納森·霍蘭德（Jonathan Holland）稱讚電影的視覺效果，寫道：“這部深具詭異感的電影讓觀眾感到不安，這是一部創意的傑作，其視覺效果無窮迷人，既誘人又排斥，令人無法移開目光。《獨立線》的大衛·厄立奇（David Ehrlich）給該片評分B+，並稱其為“有史以來最黑暗的動畫電影之一。”

### 獎項與提名
| 奬項                   | 頒獎日期       | 類別                    | 獲獎者                                         | 結果 | Ref.          |
| ---------------------- | -------------- | ----------------------- | ---------------------------------------------- | ---- | ------------- |
| 安錫國際動畫影展       | 2018年6月16日  | 最佳長片水晶獎          | 《噬魂之屋》                                   | 提名 | [ 17 ]        |
| 安錫國際動畫影展       | 2018年6月16日  | 評審團特別獎            | 《噬魂之屋》                                   | 獲獎 | [ 17 ]        |
| 波士頓影評人協會獎     | 2020年12月13日 | 最佳動畫電影            | 《噬魂之屋》                                   | 獲獎 | [ 18 ] [ 19 ] |
| 芝加哥影評人協會獎     | 2020年12月21日 | 最佳動畫電影            | 《噬魂之屋》                                   | 提名 | [ 20 ]        |
| 佛羅里達影評人協會獎   | 2020年12月21日 | 最佳動畫電影            | 《噬魂之屋》                                   | 提名 | [ 21 ]        |
| 马德普拉塔电影节       | 2018年11月17日 | 最佳拉丁美洲電影        | 《噬魂之屋》                                   | 提名 | [ 22 ]        |
| 在线影评人协会         | 2021年1月25日  | 最佳動畫電影            | 《噬魂之屋》                                   | 提名 | [ 23 ]        |
| 普拉蒂諾獎             | 2019年5月12日  | 最佳動畫電影            | 《噬魂之屋》                                   | 提名 | [ 24 ]        |
| 基里諾獎               | 2019年4月6日   | 最佳視覺設計            | Natalia Geisse, Cristóbal León, Joaquín Cociña | 獲獎 | [ 25 ]        |
| 聖塞巴斯蒂安國際電影節 | 2018年9月29日  | Zabaltegi-Tabakalera獎  | Cristóbal León, Joaquín Cociña                 | 提名 | [ 26 ]        |
| 圣路易斯影评人协会     | 2021年1月17日  | 最佳動畫電影            | 《噬魂之屋》                                   | 提名 | [ 27 ]        |
| 瓦爾迪維亞國際電影節   | 2018年10月14日 | 觀眾獎                  | Cristóbal León, Joaquín Cociña                 | 獲獎 | [ 28 ]        |
| 瓦爾迪維亞國際電影節   | 2018年10月14日 | 赫克托·里奧斯最佳攝影獎 | Cristóbal León, Joaquín Cociña                 | 獲獎 | [ 28 ]        |

## 外部連結
- 互联网电影数据库（IMDb）上《噬魂之屋》的资料（英文）